# Relaciones Canadá-Estados Unidos
Las relaciones Canadá-Estados Unidos son las relaciones diplomáticas entre Estados Unidos y Canadá. Las relaciones entre Canadá y los Estados Unidos de América han sido históricamente extensas, dada una frontera compartida y cada vez mayores y estrechos lazos culturales, económicos y similitudes. El patrimonio histórico y cultural compartido ha resultado en una de las relaciones internacionales más estables y mutuamente beneficiosas del mundo. Para ambos países, el nivel de comercio con el otro está en la parte superior del total anual combinado de importación-exportación. El turismo y la migración entre las dos naciones han aumentado la relación, pero la seguridad fronteriza se incrementó después de los ataques terroristas en los Estados Unidos el 11 de septiembre de 2009. Los EE. UU. son aproximadamente 9,25 veces más grandes en población y tienen la influencia cultural y económica dominante. Comenzando con la Revolución americana, cuando los lealistas antiamericanos huyeron a Canadá, un elemento vocal en Canadá advirtió contra la dominación o anexión de Estados Unidos. La Guerra de 1812 vio invasiones a través de la frontera. En 1815, la guerra terminó con la frontera sin cambios y desmilitarizada, al igual que los Grandes Lagos. Los británicos dejaron de ayudar a los ataques de la Primera Nación en territorio estadounidense, y los Estados Unidos nunca más intentaron invadir Canadá. Aparte de redadas menores, se ha mantenido en paz.
Cuando Gran Bretaña decidió retirarse, los temores de una toma de posesión estadounidense jugaron un papel en la formación del Dominio de Canadá (1867), y en el rechazo al libre comercio (1911). La colaboración militar fue estrecha durante la Segunda Guerra Mundial y continuó durante la Guerra Fría, bilateralmente a través del NORAD y multilateralmente a través de OTAN. Un gran volumen de comercio y migración continúa entre las dos naciones, así como una fuerte superposición de la cultura popular y de élite, una dinámica que ha generado vínculos más estrechos, especialmente después de la firma del Tratado de Libre Comercio de Canadá y Estados Unidos en 1988.
Canadá y los Estados Unidos son los socios comerciales más grandes del mundo. Las dos naciones tienen la frontera más larga del mundo (8.891 km), y también tienen una interoperabilidad significativa dentro de la esfera de defensa. Las dificultades recientes han incluido repetidas disputas comerciales, preocupaciones medioambientales,  preocupación canadiense por el futuro de las exportaciones de petróleo, y cuestiones de inmigración ilegal y la amenaza de terrorismo. El comercio ha continuado expandiéndose, especialmente después del TLC de 1988 y el Tratado de Libre Comercio de América del Norte (NAFTA) en 1994, que ha fusionado aún más las dos economías.
La cooperación en muchos frentes, como la facilidad del flujo de bienes, servicios y personas a través de las fronteras, se ampliará aún más, así como el establecimiento de agencias de inspección fronterizas conjuntas, la reubicación de agentes de inspectores de alimentos de los Estados Unidos a plantas canadienses y viceversa, mayor intercambio de inteligencia y armonización de las regulaciones en todo, desde alimentos hasta productos manufacturados, lo que aumenta aún más el conjunto estadounidense-canadiense.
Las políticas exteriores de los vecinos han estado estrechamente alineadas desde la Guerra Fría. Canadá no está de acuerdo con las políticas estadounidenses con respecto a la guerra de Vietnam, el estado de Cuba, la guerra de Irak, Defensa de Misiles, y la guerra contra el terror. En los últimos años se ha iniciado un debate diplomático sobre si el Paso del Noroeste está en aguas internacionales o bajo la soberanía de Canadá.
Hoy en día existen lazos culturales cercanos, muchos rasgos similares e idénticos. y según las encuestas anuales de opinión pública de Gallup, Canadá siempre ha sido el país favorito de los estadounidenses, con el 96% de los estadounidenses que ven a Canadá favorablemente en 2012. A partir de la primavera de 2013, el 64% de los canadienses tenía una opinión favorable de los EE. UU. Y el 81% expresó su confianza en el entonces presidente Obama de los EE. UU. Para hacer lo correcto en asuntos internacionales. Según la misma encuesta, el 30% vio a los Estados Unidos negativamente. Además, según una encuesta de Servicio Mundial de la BBC de 2014, el 86% de los estadounidenses ve la influencia de Canadá de manera positiva, y solo el 5% expresa una opinión negativa. Sin embargo, según la misma encuesta, el 43% de los canadienses ven una influencia positiva en los Estados Unidos, y el 52% expresa una opinión negativa. Además, según la Encuesta de actitudes globales de la primavera de 2017, el 43% de los canadienses ve a los Estados Unidos positivamente, mientras que el 51% tiene una opinión negativa. Sin embargo, más recientemente, una encuesta realizada en enero de 2018 mostró que la aprobación de los canadienses al liderazgo de los EE. UU. Disminuyó en más de 40 puntos porcentuales bajo la presidencia de Donald Trump, en línea con la opinión de los residentes de muchos otros países aliados y neutrales de EE.

## Historia

### Guerras Coloniales
Antes de la conquista británica del Canadá francés en 1760, hubo una serie de guerras entre los británicos y los franceses que se libraron en las colonias, así como en Europa y en alta mar. En general, los británicos dependían en gran medida de las unidades de la milicia colonial estadounidense, mientras que los franceses dependían en gran medida de sus aliados de la Primera Nación. La Nación iroquesa fue importante aliada de los británicos. Gran parte de la lucha consistió en emboscadas y guerras a pequeña escala en las aldeas a lo largo de la frontera entre Nueva Inglaterra y Quebec. Las colonias de Nueva Inglaterra tenían una población mucho más grande que Quebec, por lo que las principales invasiones se produjeron de sur a norte. Los aliados de la Primera Nación, solo controlados libremente por los franceses, asaltaron repetidamente las aldeas de Nueva Inglaterra para secuestrar a mujeres y niños, y torturar y matar a los hombres. Los que sobrevivieron fueron criados como católicos francófonos. La tensión a lo largo de la frontera se vio agravada por la religión, los católicos franceses y los protestantes ingleses tenían una profunda desconfianza mutua. There was a naval dimension as well, involving privateers attacking enemy merchant ships.
Inglaterra se apoderó de Quebec de 1629 a 1632, y Acadia en 1613 y nuevamente de 1654 a 1670; Estos territorios fueron devueltos a Francia por los tratados de paz. Las guerras principales fueron (para usar nombres estadounidenses), La guerra del rey Guillermo (1689-1697); Guerra de la reina Ana (1702–1713); Guerra del rey Jorge (1744–1748), y Guerra francesa e india (1755–1763). En Canadá, como en Europa, esta era es conocida como la Guerra de los Siete Años.
Los soldados y marineros de Nueva Inglaterra fueron críticos para la exitosa campaña británica para capturar la fortaleza francesa de Louisbourg en 1745, y (después de haber sido devuelto por tratado) para capturarlo nuevamente en 1758.

### Mezcla de pueblos
Desde la década de 1750 hasta el siglo XXI, ha habido una extensa mezcla de las poblaciones canadienses y estadounidenses, con grandes movimientos en ambas direcciones.
New England Yankee se estableció en gran parte de Nueva Escocia antes de 1775, y fue neutral durante la Revolución americana. Al final de la Revolución, aproximadamente 75,000  Leales se mudaron de los nuevos Estados Unidos a Nueva Escocia, Nuevo Brunswick y Tierras de Quebec, este y sur de Montreal. Desde 1790 a 1812, muchos agricultores se mudaron de Nueva York y Nueva Inglaterra a Ontario (principalmente a Niagara y la costa norte del lago Ontario). A mediados y finales del siglo XIX, las fiebre del oro atrajeron a los buscadores estadounidenses, principalmente a la Columbia Británica después de la Fiebre del oro Cariboo, Fraser Canyon Gold Rush, y más tarde al Yukon. A principios del siglo XX, la apertura de bloques de tierra en las provincias de las praderas atrajo a muchos agricultores del Medio Oeste estadounidense. Muchos menonitas emigraron de Pennsylvania y formaron sus propias colonias. En la década de 1890, algunos mormones se fueron al norte para formar comunidades en Alberta después de que La Iglesia de Jesucristo de los Santos de los Últimos Días rechazara el matrimonio plural. La década de 1960 vio la llegada de unos 50.000 dodgers de draft que se oponían a la guerra de Vietnam.
A fines del siglo XIX y principios del XX, aproximadamente 900.000 canadienses franceses se mudaron a los EE. UU., con 395.000 residentes allí en 1900. Dos tercios fueron a las ciudades de Nueva Inglaterra, donde formaron comunidades étnicas distintivas. A finales del siglo XX, habían abandonado la lengua francesa, pero la mayoría mantenía la religión católica. Casi el doble de los canadienses ingleses llegaron a los Estados Unidos, pero no formaron asentamientos étnicos distintivos.
Canadá fue una estación de paso a través de la cual los inmigrantes de otras tierras se detuvieron por un tiempo, y finalmente se dirigieron a los Estados Unidos. En 1851–1951, 7,1 millones de personas llegaron a Canadá (la mayoría de Europa continental), y 6,6 millones abandonaron Canadá, la mayoría para los Estados Unidos

### Guerra Revolucionaria Americana

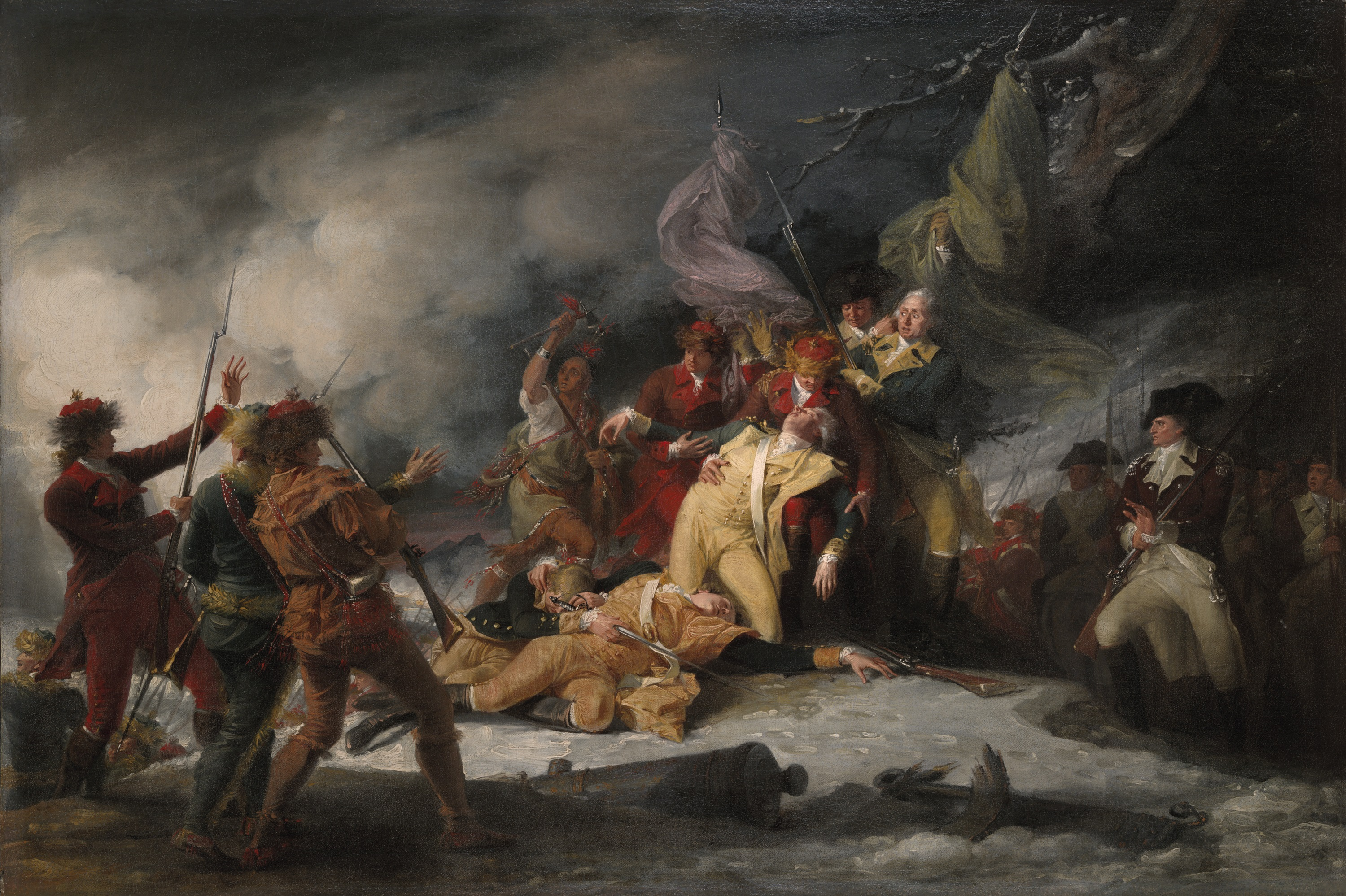
La Muerte del General Montgomery en el Ataque a Quebec, 31 de diciembre de 1775, por John Trumbull, representando al fallido estadounidense Invasión de Canadá (1775).

Al comienzo de la Guerra Revolucionaria Americana, los revolucionarios estadounidenses esperaban que los canadienses franceses en Quebec y los colonos en Nueva Escocia se unieran a su rebelión y fueron aprobados previamente para unirse a los Estados Unidos en los Artículos de la Confederación. Cuando  Canadá fue invadida, miles se unieron a la causa estadounidense y formaron regimientos que lucharon durante la guerra; Sin embargo, la mayoría se mantuvo neutral y algunos se unieron al esfuerzo británico. Gran Bretaña informó a los canadienses franceses que el Imperio británico ya había consagrado sus derechos en la Ley de Quebec, que las colonias estadounidenses habían considerado como una de las Leyes intolerables. La invasión estadounidense fue un fiasco y Gran Bretaña apretó sus posesiones del norte; en 1777, una importante invasión británica a Nueva York llevó a la rendición de todo el ejército británico en Saratoga y llevó a Francia a entrar en la guerra como aliada de los Estados Unidos. Los franceses canadienses ignoraron en gran medida los llamamientos de solidaridad de Francia. Después de la guerra, Canadá se convirtió en un refugio para unos 75.000 Lealistas del Imperio Unido que querían dejar los EE. UU. O fueron obligados por represalias de los Patriotas a hacerlo.
Entre los leales originales había 3.500 afroamericanos libres. La mayoría fue a Nueva Escocia y en 1792, 1200 emigraron a Sierra Leona. Cerca de 2000 esclavos negros fueron traídos por dueños leales; permanecieron esclavos en Canadá hasta que el Imperio abolió la esclavitud en 1833. Antes de 1860, entre 30,000 y 40,000 personas negras ingresaron a Canadá; muchos ya estaban libres y otros eran esclavos escapados que pasaron por el ferrocarril subterráneo.

### Guerra de 1812
El Tratado de París (1783), que puso fin a la guerra, pidió que las fuerzas británicas desalojen todas sus fortalezas al sur de la frontera [de los Grandes Lagos]. Gran Bretaña se negó a hacerlo, citando el fracaso de los Estados Unidos para proporcionar una restitución financiera a los leales que habían perdido propiedades en la guerra. El Tratado de Jay en 1795 con Gran Bretaña resolvió ese problema persistente y los británicos abandonaron los fuertes. Thomas Jefferson vio la presencia imperial británica cercana como una amenaza para Estados Unidos, por lo que se opuso al Tratado de Jay, y se convirtió en uno de los principales problemas políticos en los Estados Unidos en el tiempo. Miles de estadounidenses emigraron a Upper Canada (Ontario) desde 1785 a 1812 para obtener tierras más baratas y mejores tasas de impuestos prevalecientes en esa provincia; a pesar de las expectativas de que serían leales a los Estados Unidos si se desatara una guerra, en el caso de que fueran en gran parte apolíticas.
Las tensiones aumentaron de nuevo después de 1805, entrando en erupción en la Guerra anglo-estadounidense de 1812, cuando los estadounidenses declararon la guerra a Gran Bretaña. Los estadounidenses se enojaron por el hostigamiento británico de barcos estadounidenses en alta mar y la incautación ("Impresión) de 6.000 marineros de barcos estadounidenses, severas restricciones contra el comercio estadounidense neutral con Francia y el apoyo británico a tribus indias hostiles en Ohio. y los territorios que Estados Unidos había ganado en 1783. El "honor" estadounidense era un tema implícito. Los estadounidenses fueron derrotados por más de 10 a 1 por la Royal Navy, pero pudieron llamar a un ejército mucho más grande que la guarnición británica en Canadá, por lo que se propuso una invasión de tierras de Canadá como la única posible, y la mayoría Medios ventajosos de atacar al Imperio Británico. Los estadounidenses en la frontera occidental también esperaban que una invasión pusiera fin al apoyo británico a la resistencia de los indios americanos en los Estados Unidos a la expansión hacia el oeste de los Estados Unidos, tipificada por Tecumseh la coalición de tribus. Americans may also have wanted to annex Canada.
Una vez que estalló la guerra, la estrategia estadounidense fue apoderarse de Canadá, tal vez como un medio para forzar concesiones del Imperio Británico, o tal vez para anexarlo. Había cierta esperanza de que los colonos en el oeste de Canadá, la mayoría de ellos inmigrantes recientes de los Estados Unidos, agradecerían la oportunidad de derrocar a sus gobernantes británicos. Sin embargo, las invasiones estadounidenses fueron derrotadas principalmente por los regulares británicos con el apoyo de los nativos americanos y la milicia [Canadá] (Ontario). Con la ayuda de la poderosa Royal Navy, una serie de incursiones británicas en la costa estadounidense tuvieron un gran éxito, que culminó con un ataque a Washington que resultó en la quema británica de la Casa Blanca, Capitolio, y otros edificios públicos. Las principales invasiones británicas de Nueva York en 1814 y de Luisiana en 1814-15 fueron fiascos, y los británicos se retiraron de Nueva York y fueron derrotados de manera decisiva en la Batalla de Nueva Orleans. Al final de la guerra, los aliados indios estadounidenses de Gran Bretaña habían sido derrotados en gran parte, y los estadounidenses controlaban una franja del oeste de Ontario centrada en Fort Malden. Sin embargo, Gran Bretaña tenía gran parte de Maine y, con el apoyo de sus aliados indios americanos restantes, grandes áreas del Viejo Noroeste, incluidas Wisconsin y gran parte de Míchigan e Illinois. Con la rendición de Napoleón en 1814, Gran Bretaña puso fin a las políticas navales que enojaron a los estadounidenses; Con la derrota de las tribus indias se terminó la amenaza a la expansión estadounidense. El resultado fue que ambas partes habían afirmado su honor, Canadá no estaba anexada, y Londres y Washington no tenían nada más por lo que luchar. La guerra terminó con el Tratado de Gante, que entró en vigor en febrero de 1815. Una serie de acuerdos de posguerra estabilizaron aún más las relaciones pacíficas a lo largo de la frontera entre Canadá y Estados Unidos. Canadá redujo la inmigración estadounidense por temor a una influencia indebida de Estados Unidos, y construyó la iglesia anglicana como un contrapeso a la mayoría de las iglesias metodistas y bautistas estadounidenses.
En años posteriores, los canadienses anglófonos, especialmente en Ontario, vieron la Guerra de 1812 como una resistencia heroica y exitosa contra la invasión y como una victoria que los definió como un pueblo. El mito de que la milicia canadiense había derrotado a la invasión casi sin ayuda, conocido lógicamente como el "mito de la milicia", se volvió altamente prevaleciente después de la guerra, habiendo sido propuesto por John Strachan, Obispo Anglicano de York. Mientras tanto, los Estados Unidos celebraron la victoria en su "Segunda Guerra de Independencia", y los héroes de la guerra como Andrew Jackson y William Henry Harrison se dirigieron a la Casa Blanca.

### Reacción conservadora
Después de la Guerra de 1812, los conservadores proimperiales dirigidos por el Obispo Anglicano John Strachan tomaron el control en Ontario ("Alto Canadá") y promovieron la religión anglicana en oposición a las iglesias metodistas y bautistas más republicanas. Una pequeña élite entrelazada, conocida como Compacto Familiar tomó el control político completo. La democracia, como se practica en los Estados Unidos, fue ridiculizada. Las políticas tuvieron el efecto deseado de disuadir a la inmigración de Estados Unidos.  Revueltas a favor de la democracia en Ontario y Quebec ("Bajo Canadá") en 1837 fueron suprimidas; Muchos de los líderes huyeron a los Estados Unidos. La política estadounidense fue ignorar en gran medida las rebeliones, y, de hecho, ignoran a Canadá en general a favor de la expansión hacia el oeste de la Frontera estadounidense.

### Guerra civil
Gran Bretaña y Canadá fueron neutrales en la Guerra Civil Americana, y unos 40,000 ciudadanos canadienses se ofrecieron como voluntarios para el Ejército de la Unión, muchos ya vivían en los Estados Unidos y algunos para el Sur. Sin embargo, cientos de estadounidenses que fueron llamados al proyecto huyeron a Canadá. En 1864, el gobierno de la Confederación intentó usar Canadá como base para atacar las ciudades fronterizas de los Estados Unidos.  Ellos allanaron la ciudad St. Albans Vermont el 19 de octubre de 1864, mataron a un ciudadano estadounidense y robaron tres bancos por más de $ 200,000 dólares. Los tres confederados escaparon a Canadá, donde fueron arrestados, pero luego liberados. Muchos estadounidenses sospecharon, falsamente, que el gobierno canadiense sabía de la redada antes de tiempo. Hubo una ira generalizada cuando los asaltantes fueron liberados por un tribunal local en Canadá. El secretario de Estado norteamericano William H. Seward le hizo saber al gobierno británico que "es imposible considerar esos procedimientos como legales, justos o amistosos con Estados Unidos"

### Reclamaciones de Alabama

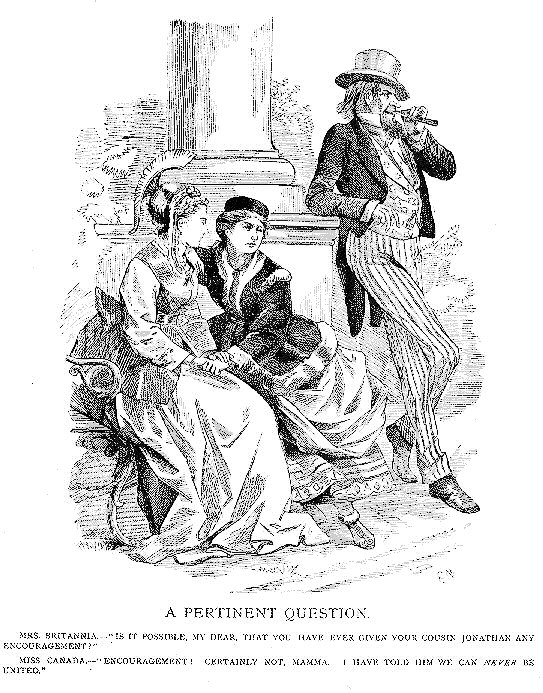
Una caricatura editorial sobre las relaciones entre Canadá y Estados Unidos, 1886. Lee: Sra. Britannia. "¿Es posible, querida, que alguna vez le haya dado algún estímulo a su primo Jonathan?" Miss Canadá. "¡Estímulo! Ciertamente no, mamá. Le he dicho que nunca podremos estar unidos".

Al final de la Guerra Civil en 1865, los estadounidenses estaban enojados con el apoyo británico a la Confederación. Uno de los resultados fue la tolerancia de los esfuerzos de Fenian para usar a los EE. UU. como base para atacar a Canadá. Más grave fue la demanda de un gran pago para cubrir los daños causados, en la idea de que la participación británica había prolongado la guerra. . El senador Charles Sumner, el presidente del Comité de Relaciones Exteriores del Senado, originalmente quiso pedir $ 2 mil millones, o alternativamente la cesión de todo Canadá a los Estados Unidos. Cuando el Secretario de Estado estadounidense William H. Seward negoció la Compra de Alaska con Rusia en 1867, pretendía que fuera el primer paso en un plan integral para obtener el control de toda la costa noroeste del Pacífico. Seward era un firme creyente en Destino Manifiesto, principalmente por sus ventajas comerciales para los EE. UU. Seward esperaba que Columbia Británica buscara la anexión a los EE. UU. y pensaba que Gran Bretaña podría aceptar esto a cambio de la  Alabama  reclamaciones. Pronto, otros elementos aprobaron la anexión. Su plan era anexar Columbia Británica, Colonia del río Rojo (Manitoba) y Nueva Escocia, a cambio de que se retiraran las reclamaciones por daños. La idea llegó a su punto máximo en la primavera y el verano de 1870, con los expansionistas estadounidenses, los separatistas canadienses y los antiimperialistas británicos aparentemente combinando fuerzas. El plan fue abandonado por múltiples razones. Londres siguió estancándose, los grupos comerciales y financieros estadounidenses presionaron a Washington para que se resolviera rápidamente la disputa sobre una base de efectivo, el creciente sentimiento nacionalista canadiense en la Columbia Británica exigía permanecer dentro del Imperio Británico, el Congreso se preocupó por la Reconstrucción y la mayoría de los estadounidenses mostró poco Interés por la expansión territorial. La disputa "Reclamaciones de Alabama" fue a arbitraje internacional. En uno de los primeros casos importantes de arbitraje, el tribunal en 1872 apoyó los reclamos estadounidenses y ordenó a Gran Bretaña pagar $ 15.5 millones. Gran Bretaña pagó y el episodio terminó en relaciones pacíficas.

## Misiones diplomáticas residentes
| de Canadá en Estados Unidos - Washington D. C. (Embajada) - Atlanta (Consulado-General) - Boston (Consulado-General) - Chicago (Consulado-General) - Dallas (Consulado-General) - Denver (Consulado-General) - Detroit (Consulado-General) - Los Ángeles (Consulado-General) - Miami (Consulado-General) - Mineápolis (Consulado-General) - Nueva York (Consulado-General) - San Francisco (Consulado-General) - Seattle (Consulado-General) | de Estados Unidos en Canadá - Ottawa (Embajada) - Toronto (Consulado-General) - Montreal (Consulado-General) - Vancouver (Consulado-General) - Calgary (Consulado-General) - Halifax (Consulado-General) - Quebec (Consulado-General) - Winnipeg (Consulado) |

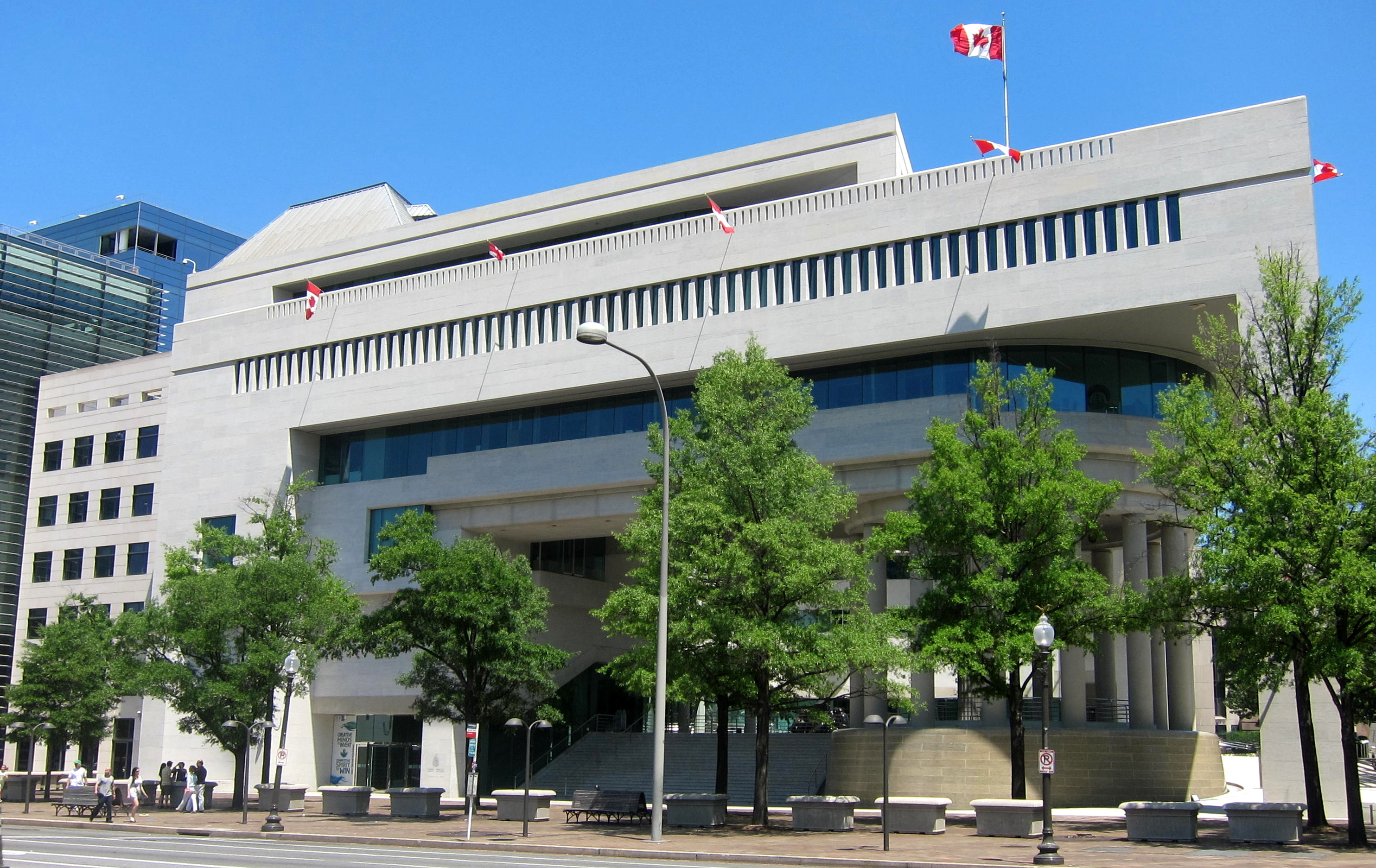
Embajada de Canadá en Washington DC

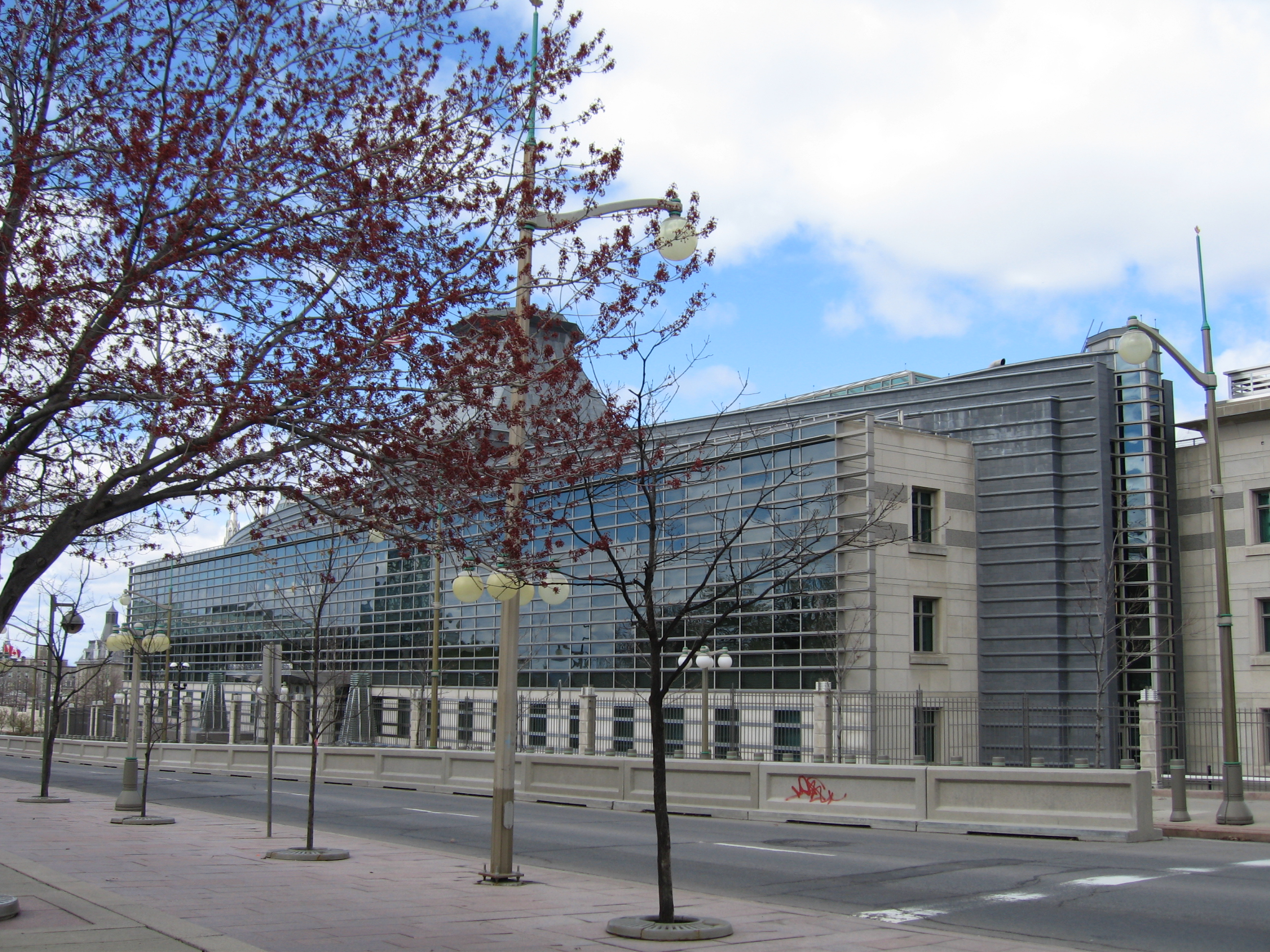
Embajada de los Estados Unidos en Ottawa
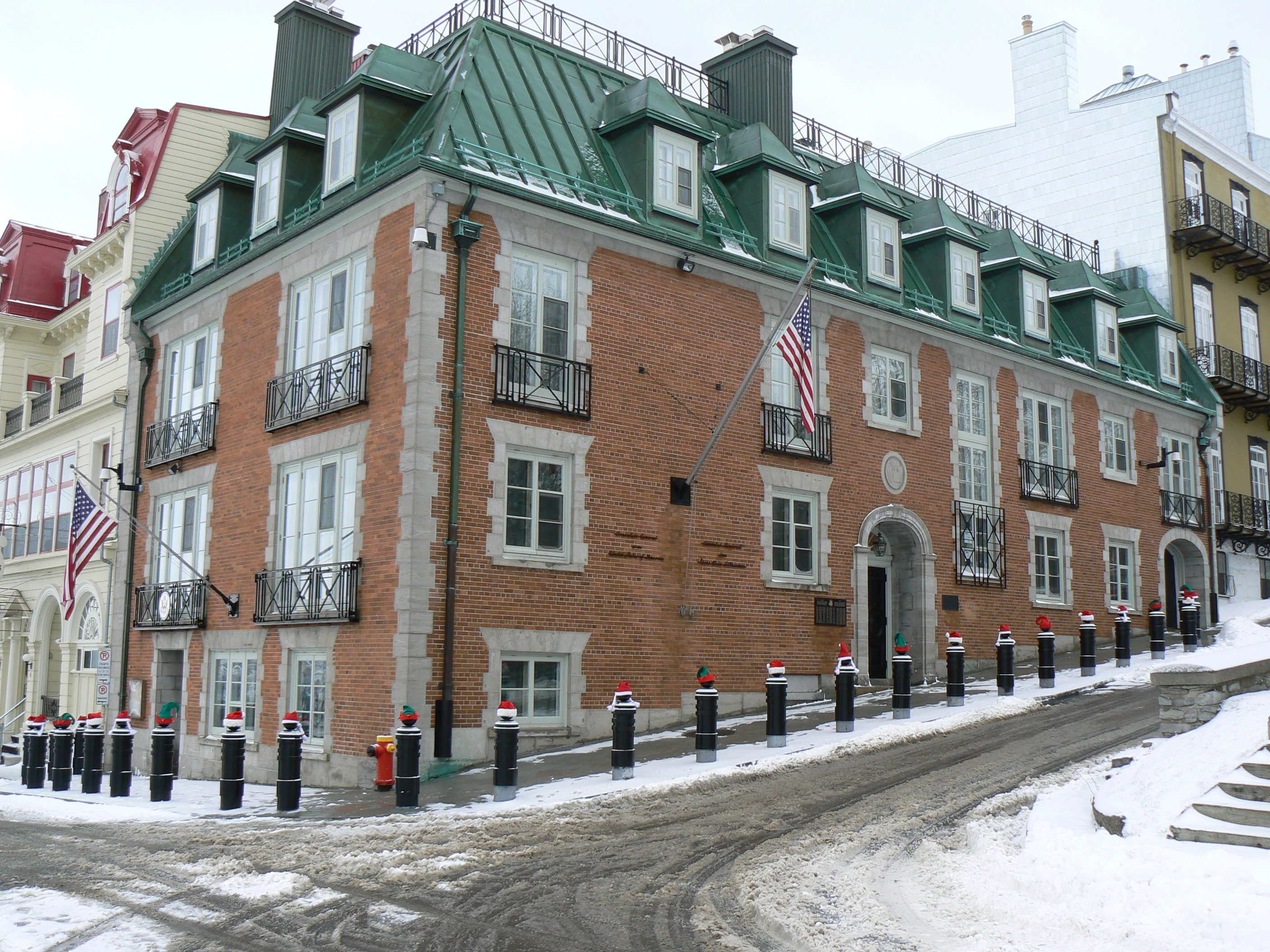
Consulado-General de los Estados Unidos en Quebec
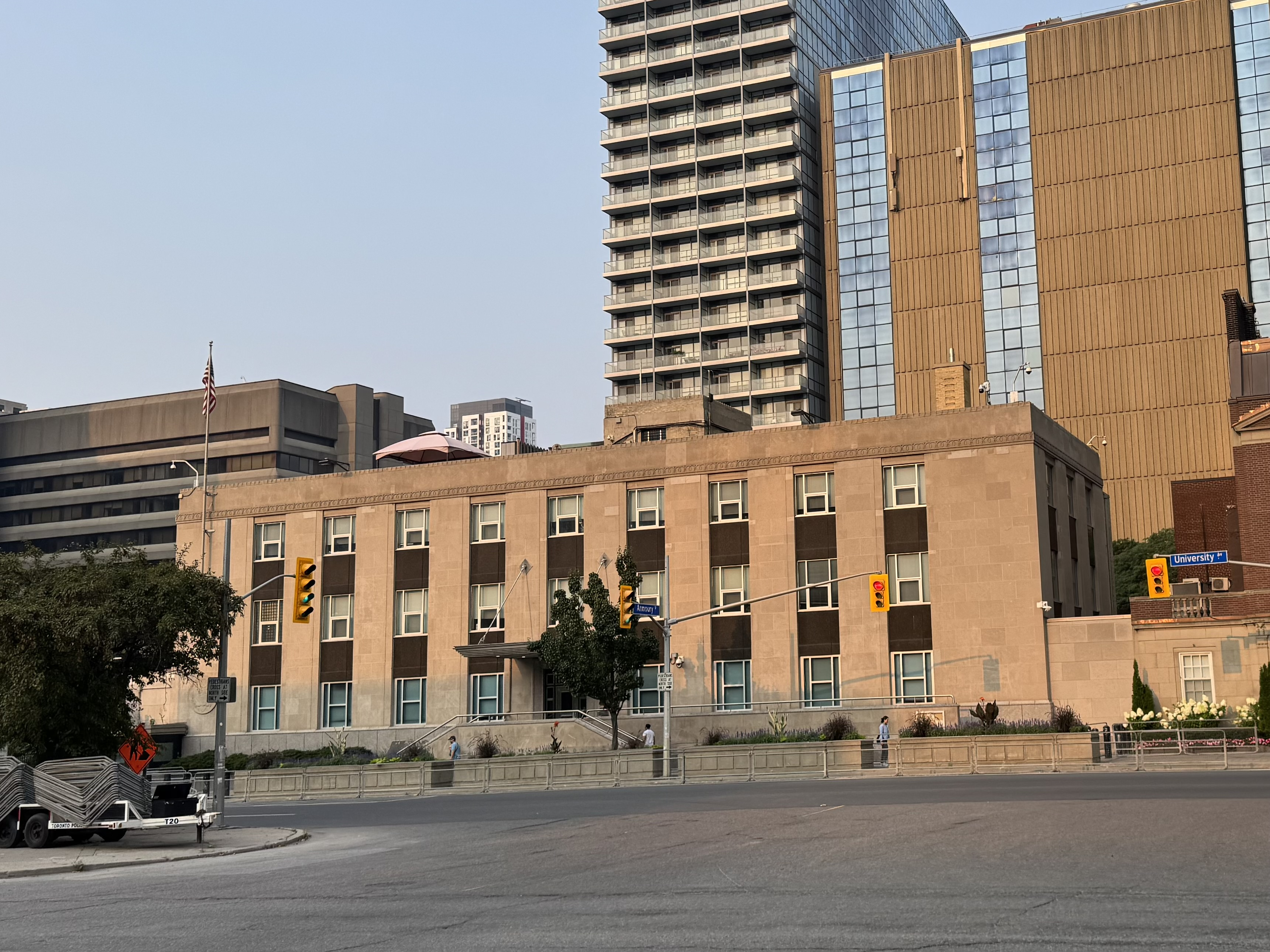
Consulado-General de los Estados Unidos en Toronto